# Buzz Aldrin
Buzz Aldrin (* 20. Januar 1930 als Edwin Eugene Aldrin Jr. in Montclair, New Jersey) ist ein ehemaliger US-amerikanischer Astronaut. Aldrin betrat im Rahmen der Apollo-11-Mission kurz nach Neil Armstrong als zweiter Mensch den Mond.

## Leben

### Kindheit und Jugend
Aldrin wurde 1930 als jüngstes von drei Kindern des ehemaligen US-Army-Piloten Edwin Eugene Aldrin Sr. (1896–1974) und Marion Gaddis Moon (1903–1968) geboren. Bereits im Alter von zwei Jahren wurde er von seinem Vater in einem Dienstflugzeug der Standard Oil Company mitgenommen. Schon als Kind wurde er Buzz gerufen. Buzz ist die Kurzform von buzzer, dem missglückten Versuch seiner Schwester, ihn brother (engl. für Bruder) zu rufen. 1988 legte er seinen Geburtsnamen Edwin Eugene Aldrin Jr. offiziell ab.
Im Alter von 9 bis 15 Jahren verbrachte Aldrin seine Sommerferien in Jugendcamps in Maine. Dort genoss er die Kameradschaft unter den Jungen und lernte, sich in Wettkämpfen durchzusetzen. Während seiner Schulzeit spielte er Football und betrieb Stabhochsprung. Während des Zweiten Weltkrieges wurde sein Vater als Pilot eingezogen und kam nur selten und kurz nach Hause. Aldrins Mutter litt unter Depressionen und war alkoholkrank.

### Militärdienst und Studium
Aldrin absolvierte die Militärakademie in West Point, die er 1951 als Drittbester seiner Klasse mit einem Bachelor-Abschluss als Maschinenbauingenieur verließ. Er diente bei der US Air Force und wurde als Kampfpilot im Koreakrieg eingesetzt, in dem er 66 Einsätze flog und zwei MiG-15 abschoss.
Nach dem Krieg diente er in Nevada, Alabama und Colorado. Auf dem Militärflugplatz Bitburg/Deutschland diente er als Flugzeugführer in der 22nd Fighter Squadron auf einer F-100 Super Sabre. Ab 1959 studierte er Luft- und Raumfahrttechnik am Massachusetts Institute of Technology, sein Studium beendete er 1963 mit erfolgreicher Promotion. Seine Doktorarbeit schrieb er über „Navigationstechniken für bemannte Rendezvous im Orbit“. 1967 erhielt er vom Gustavus-Adolphus-College auch einen Ehrendoktor der Naturwissenschaften. Nach dem Studium kehrte er zur Air Force zurück und diente im Gemini Target Office in Los Angeles sowie auf der Edwards Air Force Base.

### NASA-Tätigkeit

#### Einsatz im Gemini-Programm

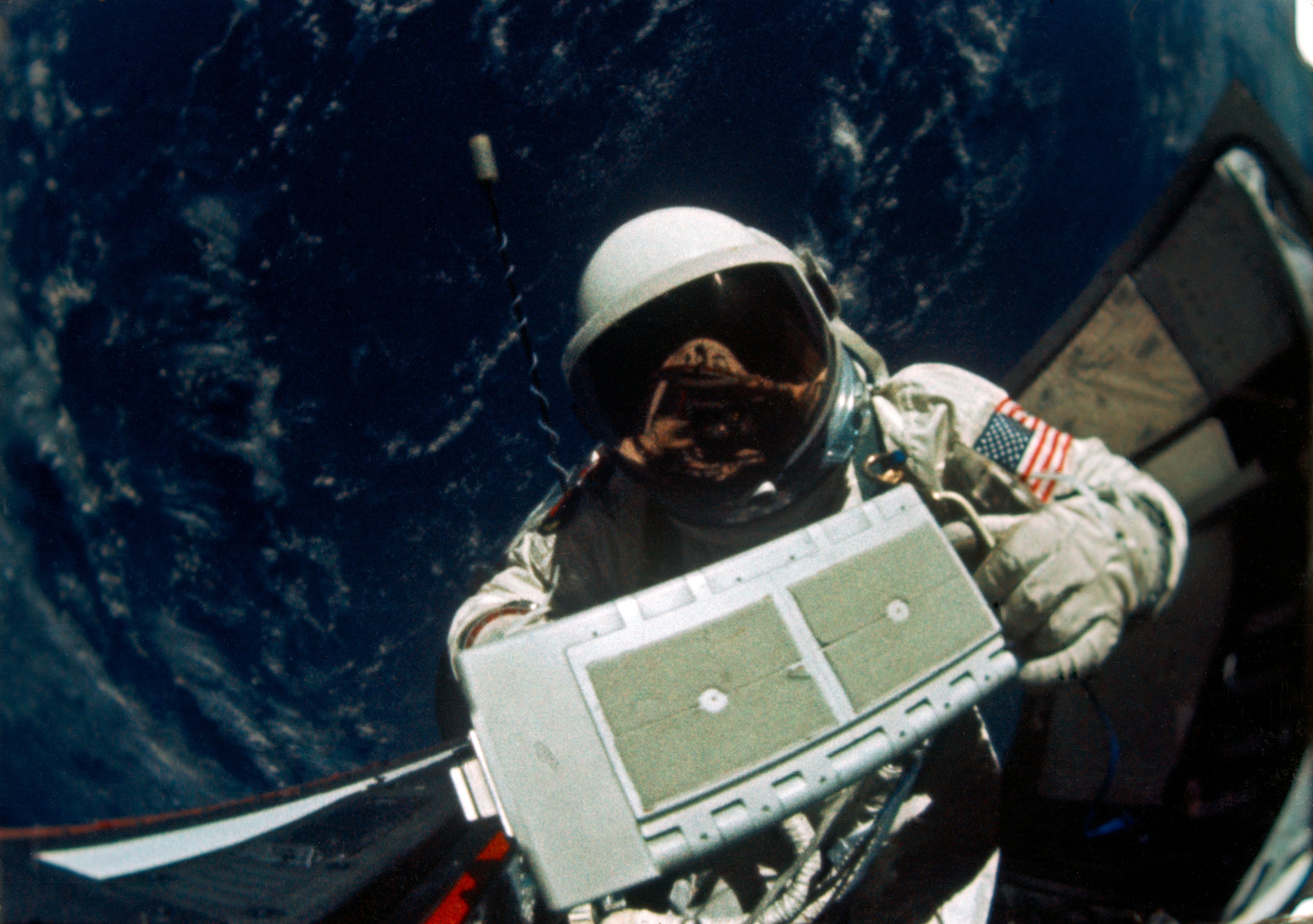
Aldrin bei einer EVA bei Gemini 12

Aldrin bewarb sich bei der NASA und wurde am 18. Oktober 1963 als einer der 14 Astronauten der dritten Astronautengruppe der Öffentlichkeit vorgestellt. Er war der erste Astronaut mit Doktorgrad und einer der wenigen, die nicht zuvor Testpilot waren.
Ihm wurde als Fachgebiet die Missionsplanung der Gemini-Flüge zugeteilt. Für das geplante Rendezvous eines Gemini-Raumschiffs mit einem Zielsatelliten konnte er seine Kenntnisse der Himmelsmechanik einbringen, indem er statt tangentialen Umlaufbahnen konzentrische vorschlug. Während des Fluges von Gemini 5 im August 1965 diente er als Verbindungssprecher (Capcom) in der Leitzentrale, doch das geplante Rendezvous konnte wegen eines Defektes im Raumschiff nicht durchgeführt werden.
Am 25. Januar 1966 wurde er als Ersatzpilot für Gemini 10 eingeteilt. Üblicherweise führte dies zu einer Nominierung für die Hauptmannschaft drei Flüge später, doch das Gemini-Programm sollte mit Gemini 12 enden, so dass Aldrin voraussichtlich nicht mehr zum Einsatz kommen würde und auf eine Einteilung zu einem frühen Apolloflug hoffen musste.
Tragischerweise profitierte Aldrin vom Tod zweier Kollegen. Elliot See und Charles Bassett, die als Besatzung von Gemini 9 vorgesehen waren, verunglückten am 28. Februar 1966 bei einem Flugzeugabsturz tödlich. Die bisherige Ersatzmannschaft, bestehend aus Tom Stafford und Eugene Cernan, rückte nach, und Aldrin wurde in die neue Ersatzmannschaft von Gemini 9 versetzt. Der Flug fand im Juni 1966 statt, Aldrin war wieder als Capcom beteiligt. Als sich herausstellte, dass sich die Verkleidung des Nasenkonus des Zielsatelliten ATDA aufgrund einiger falsch montierter Sicherungsbänder nicht vollständig gelöst hatte und daher das geplante Kopplungsmanöver mit dem ATDA nicht möglich war, schlug Aldrin vor, dass Cernan während eines Weltraumspaziergangs die Sicherungsbänder manuell durchtrennen sollte. Dieser angesichts der zu diesem Zeitpunkt äußerst geringen Erfahrung mit Weltraumausstiegen als abenteuerlich empfundene Vorschlag führte bei NASA-Offiziellen zu einigem Unmut und zu Zweifeln an Aldrins Eignung für einen Raumflug.
Dennoch wurde er nach Ende des Fluges von Gemini 9 am 17. Juni 1966 als Pilot von Gemini 12 nominiert. Während der Vorbereitung arbeitete er noch im Juli 1966 als Capcom für die Gemini-10-Mission.
Aldrin startete am 11. November 1966 zusammen mit Jim Lovell zu seinem ersten Raumflug. Zu seinen Aufgaben gehörte ein Außenbordeinsatz. Dieser wesentliche Teil des Gemini-Programms hatte bisher nicht zufriedenstellend funktioniert. Aldrin hatte sich jedoch gründlich vorbereitet und als erster Astronaut die Schwerelosigkeit in einem Wassertank simuliert. An drei Tagen führte Aldrin im Raumanzug Außenbordeinsätze durch: zweimal in der geöffneten Luke stehend, ein drittes Mal verließ er das Raumschiff vollständig, wobei er noch mit einer Leine von neun Metern Länge verbunden war. Insgesamt verbrachte Aldrin 5 Stunden und 30 Minuten bei den Außenbordeinsätzen, was zu der Zeit einen neuen Rekord darstellte.
Durch langsame und vorsichtige Bewegungen konnte Aldrin alle Arbeiten problemlos durchführen. Regelmäßige Ruhepausen schützten vor Überhitzung und beschlagenem Visier. Aldrin hatte damit bewiesen, dass das letzte große Problem des Gemini-Programms gelöst werden konnte.

#### Einsatz im Apollo-Programm

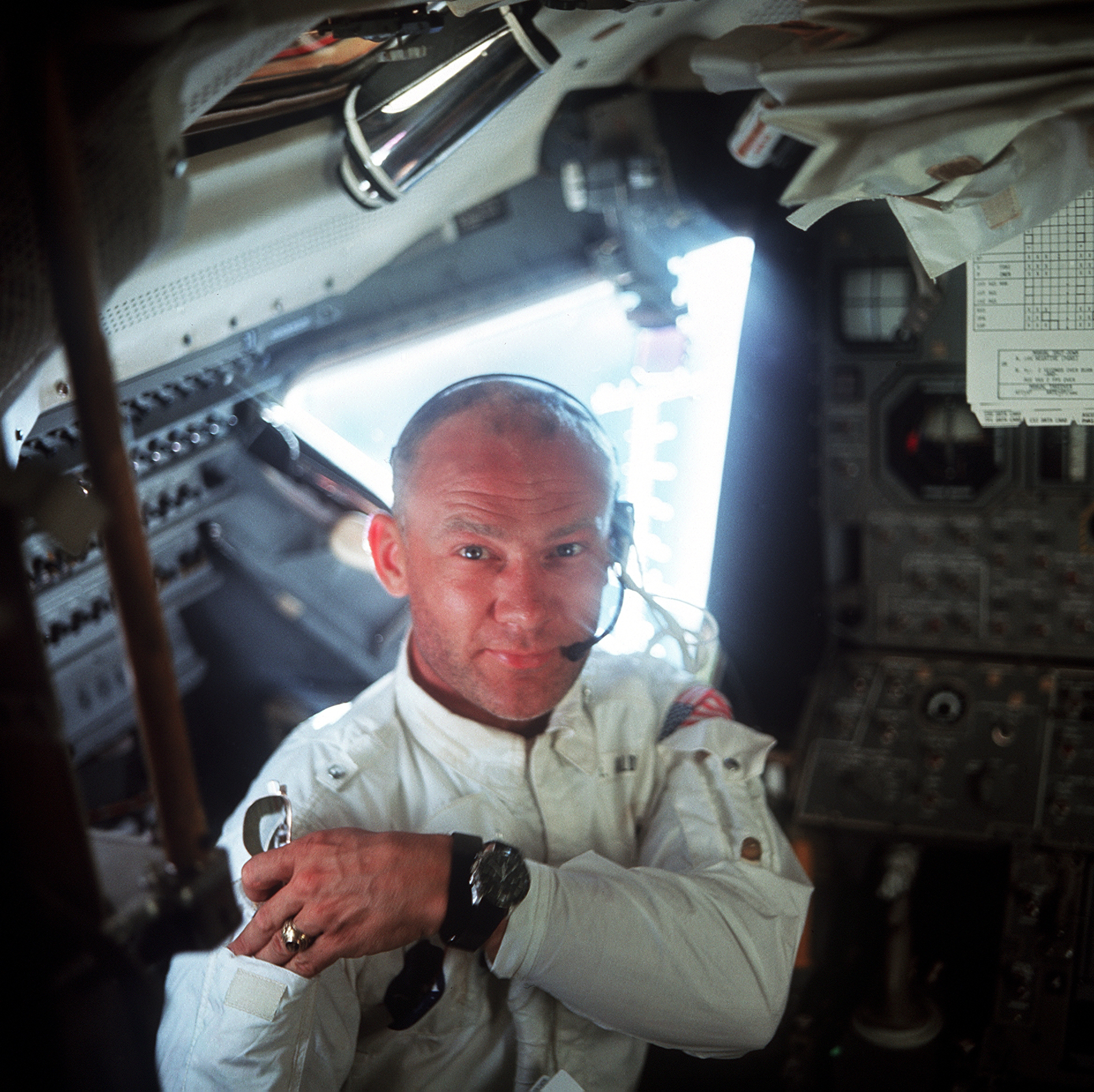
Buzz Aldrin in der Mondlandefähre

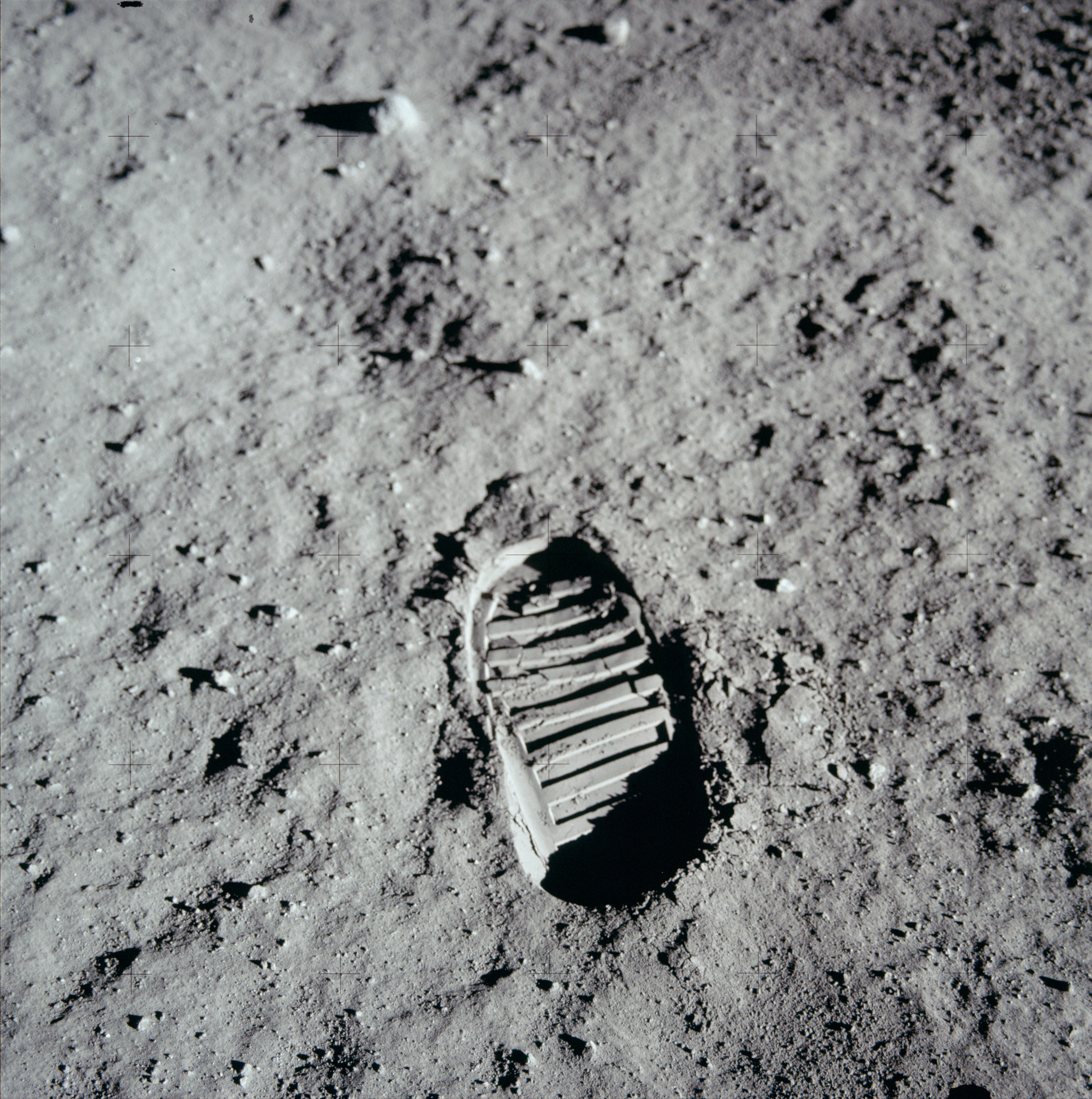
Aldrins Fußabdruck auf dem Mond vom 21. Juli 1969

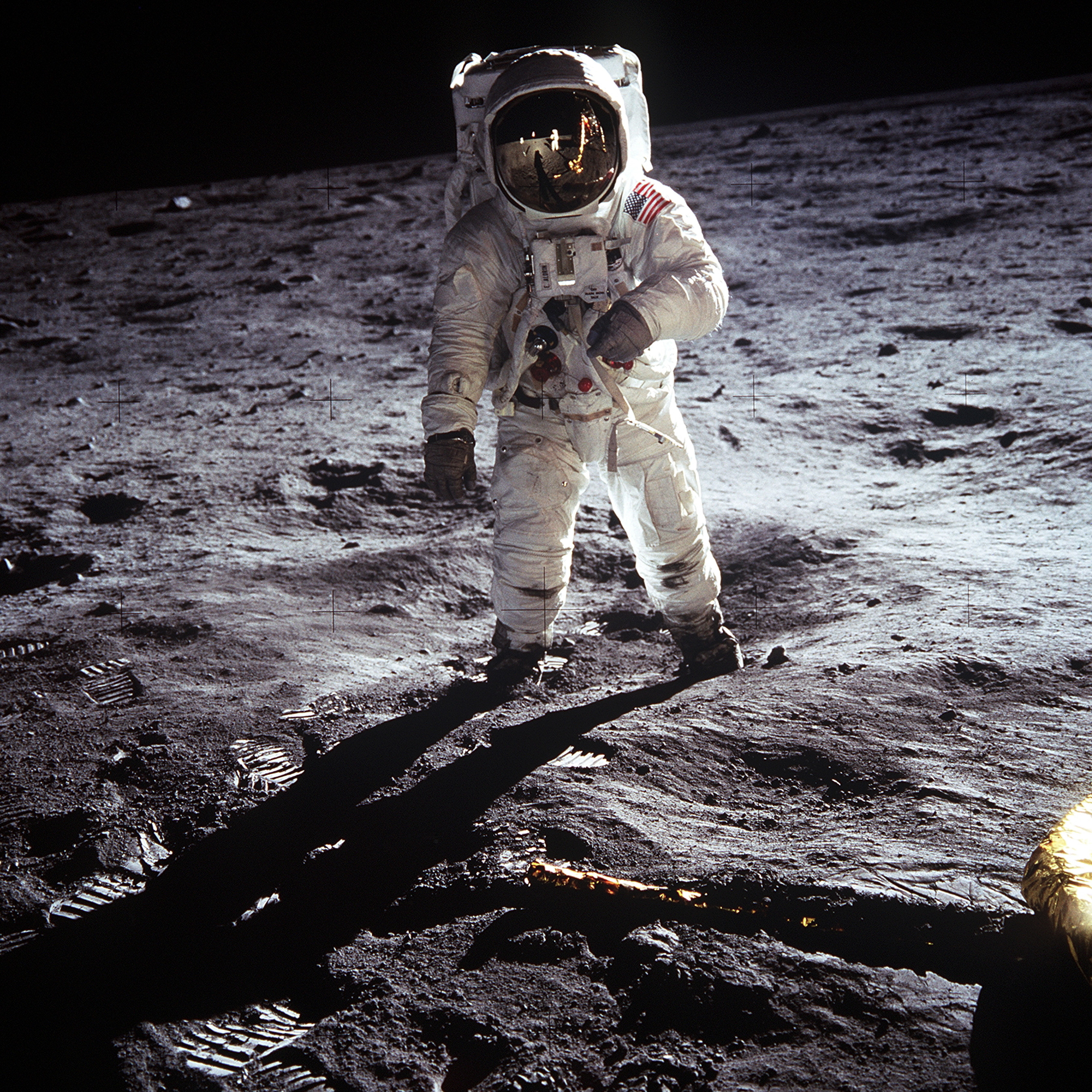
Aldrin auf dem Mond

Zum Ende des Gemini-Programms waren bereits sechs Mannschaften für die ersten Apollo-Flüge eingeteilt. Da Aldrin den letzten Gemini-Flug absolviert hatte, war er dabei nicht berücksichtigt worden. Erneut war es der Tod anderer Astronauten, der ihn nachrücken ließ: Im Januar 1967 kam die Mannschaft von Apollo 1 bei einem Bodentest ums Leben. Im November wurden die neuen Pläne veröffentlicht, und Aldrin war in der Ersatzmannschaft der Mission E dabei, die das Apollo-Raumschiff mit Mondlandefähre in einem erdfernen Orbit testen sollte. Zuerst war er als Pilot der Mondfähre vorgesehen, später – nach dem krankheitsbedingten Ausfall von Michael Collins – als Pilot des Apollo-Raumschiffs. Kommandant dieser Ersatzmannschaft war Neil Armstrong. Dieser Flug wurde in modifizierter Version (als Mission C'), bei der das Apollo-Raumschiff ohne Mondlandefähre zum Mond fliegen sollte, als Apollo 8 eingereiht.
Da die Mannschaftsrotation vorsah, dass eine Ersatzmannschaft drei Missionen später als Hauptmannschaft fliegt, wurde Aldrin am 9. Januar 1969 konsequenterweise in die Mannschaft von Apollo 11 berufen, dieses Mal als Pilot der Mondfähre; die Kommandokapsel sollte von dem nach einer Rückenoperation wieder flugtauglichen Michael Collins gesteuert werden. Unter der Voraussetzung, dass die beiden ausstehenden Flüge von Apollo 9 und Apollo 10 erfolgreich verliefen, bedeutete dies, dass Aldrin am Versuch der ersten bemannten Mondlandung beteiligt sein würde. In den folgenden Monaten warb er bei seinen Astronautenkollegen und Vorgesetzten vehement dafür, nach der Landung als erster den Mondboden betreten zu dürfen, bis im Laufe des Frühlings schließlich entschieden wurde, dass dieses Privileg dem Kommandanten, also Armstrong zufalle. Aldrin sollte somit Zweiter werden, was dieser in der Wahrnehmung seiner Kollegen (so etwa Eugene Cernan in seiner Autobiographie) offenbar eher als Niederlage denn als Ehre ansah.
Apollo 11 startete mit den Astronauten Armstrong, Aldrin und Collins problemlos am 16. Juli 1969. Am 21. Juli, um 03:15 UTC betrat Buzz Aldrin als zweiter Mensch den Mond, knapp 20 Minuten nach Armstrong. Insgesamt war Aldrin 2 Stunden und 19 Minuten außerhalb der Mondfähre auf der Mondoberfläche. Während dieser Zeit sammelte er zusammen mit Armstrong Gesteinsproben, schoss Fotos und baute Forschungsgeräte für Tests auf.
Im Weltall war Aldrin insgesamt 289 Stunden und 53 Minuten, davon 7 Stunden und 52 Minuten außerhalb seines Raumfahrzeugs.
Nach der Rückkehr zur Erde gingen die Apollo-Astronauten auf strapaziöse Reisen rund um die Welt, so wurden innerhalb von 45 Tagen 23 Länder besucht.
Das Bild, das häufig in Büchern über die erste Mondlandung zu finden ist, zeigt nicht, wie meist angenommen, Neil Armstrong, sondern Buzz Aldrin. Armstrong hatte den Auftrag zur fotografischen Dokumentation der Mission, daher gibt es nahezu kein Bild von ihm auf der Mondoberfläche. Weil so von Armstrong kein adäquates Bild existiert, wurde das Bild von Aldrin häufig falsch verwendet.

### Leben nach der NASA

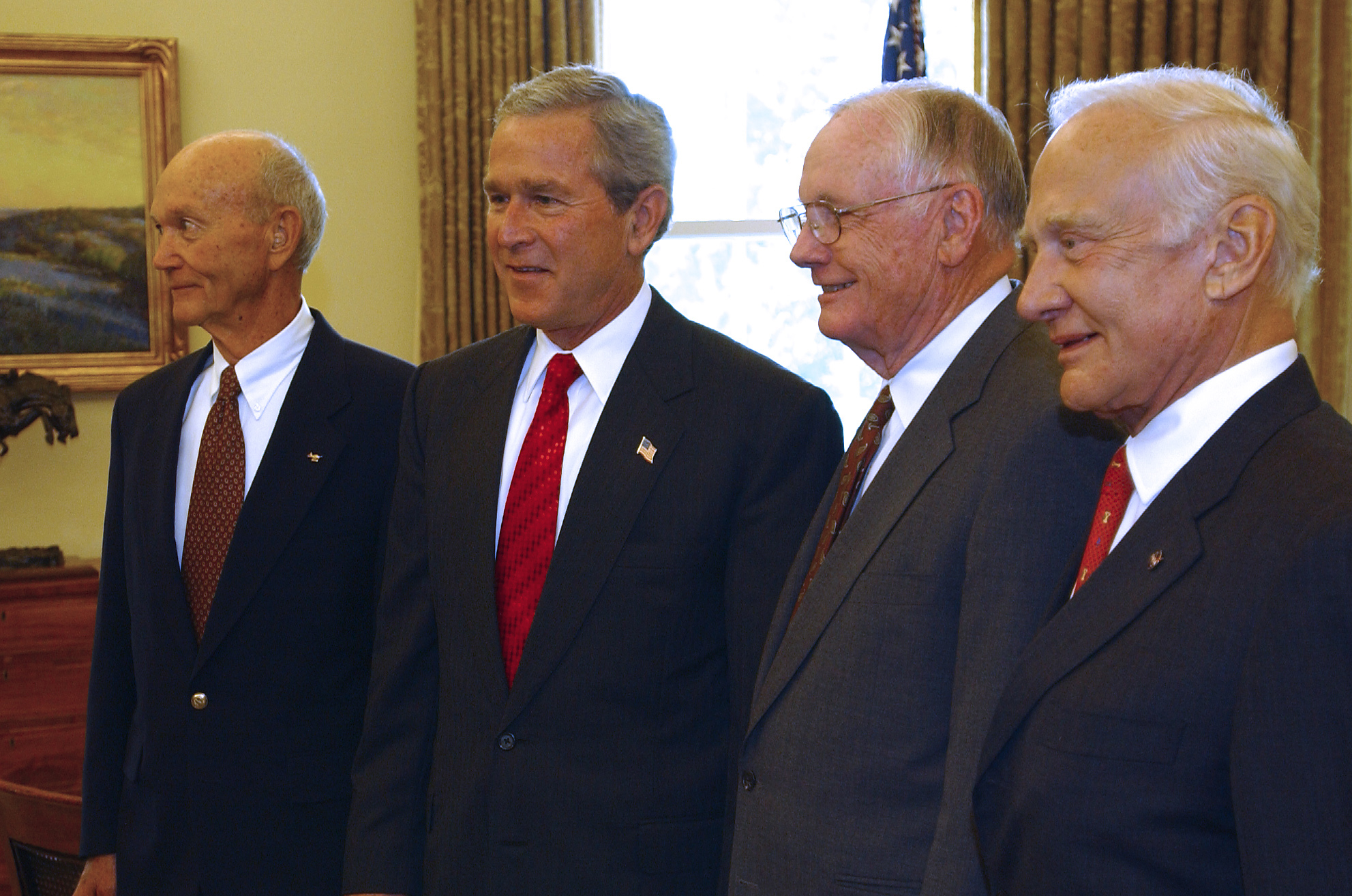
Aldrin (r.) mit Apollo-11-Crew 2004 im Weißen Haus

Aldrin verließ die NASA im Juli 1971 und wurde Leiter des Astronautenausbildungszentrums ARPS in der Edwards Air Force Base, Kalifornien. Nachdem er jahrelang als Astronaut auf ein Ziel hingearbeitet hatte, erschien ihm diese Arbeit unbefriedigend, und er fiel in Depressionen, verstärkt durch Medikamenten- und Alkoholmissbrauch. Im Jahre 1972 verließ er die Luftwaffe und führte zum ersten Mal ein unstrukturiertes, zielloses Leben. Nach einiger Zeit begab er sich in Therapie und wurde Berater bei einer Hilfsorganisation. Seine Alkoholabhängigkeit konnte er erst 1978 überwinden. Seit dieser Zeit schrieb Aldrin fünf Bücher, unter anderem eine Autobiografie mit dem bezeichnenden Titel „Return to Earth“ („Rückkehr auf die Erde“), denn, wie er sagte, der schwerste Teil seines Lebens bestand nicht darin, zum Mond zu fliegen, sondern dem entgegenzutreten, was ihn bei der Rückkehr erwartete.
Als Teil seiner Bemühungen, die Weltraumerforschung zu popularisieren, war er als Berater an der Produktion eines Computerspiels beteiligt und verlieh diesem auch seinen Namen, Buzz Aldrin’s Race into Space; es wurde 1992 veröffentlicht.
Aldrin wurden mehrere US-Patente erteilt. Im Jahr 1996 gründete er seine Firma Starcraft Boosters, die kostengünstige Raumfahrtsysteme entwirft, ebenso 1998 die ShareSpace Foundation, eine gemeinnützige Stiftung, die den Weltraumtourismus fördern will. 2002 wurde er in eine Kommission berufen, die die Zukunft der US-amerikanischen Luft- und Raumfahrtindustrie untersuchte.
Heute lebt er in Südkalifornien, hält Vorträge, tritt im Fernsehen als Raumfahrt-Experte auf und berät Firmen bei Filmproduktionen. Am 20. März 2007 eröffnete Aldrin offiziell den Skywalk, eine gläserne Aussichtsplattform in 1200 m Höhe über dem Grand Canyon in Arizona.
Im Dezember 2016 war Aldrin auf einem Ausflug zur Amundsen-Scott-Südpolstation in der Antarktis. Mit 86 Jahren hält er nun den Rekord als ältester Mensch, der den Südpol erreicht hat.
Seit dem Tod von Jim Lovell am 7. August 2025 ist er der weltweit älteste noch lebende Raumfahrer.

### Familie
1954 heiratete er das erste Mal; die Ehe, aus der drei Kinder hervorgingen, wurde 1972 geschieden. Die zweite Ehe dauerte von 1975 bis 1978. Von seiner dritten Ehefrau, die er 1988 geheiratet hatte, ließ er sich 2011 scheiden. Im Januar 2023 heiratete Aldrin mit 93 Jahren in vierter Ehe Anca Faur (* 1959), Vize-Präsidentin von Buzz Aldrin Ventures, in Los Angeles.

### Freimaurerei
Bereits vor seinem Mondflug wurde Aldrin Freimaurer, wie schon viele US-amerikanische Astronauten vor ihm, in der Montclair Lodge No. 144 in New Jersey. Später affiliierte er bei der Clear Lake Lodge No. 1417 in Seabrook, Texas. Als Mitglied des Scottish Rite Valley von Houston bekam er 1969 den 33. Grad der Südlichen Jurisdiktion des Schottischen Ritus, einen Verwaltungsgrad. Am 20. Juli 1969 deponierte er als Spezieller Stellvertreter im Auftrag des Großmeisters J. Guy Smith der Großloge von Texas der Alten Freien und Angenommenen Maurer eine Urkunde (Special Deputation) für eine erste freimaurerische Jurisdiktion auf dem Mond unter einem Steinhaufen. Zudem nahm er eine Flagge des Supreme Councils mit auf den Mond, die heute im Americanism Museum in Washington, D.C. ausgestellt ist. Nach seiner Rückkehr hielt er dies schriftlich fest und hinterlegte das Protokoll bei der Großloge von Texas. Er engagierte sich ebenfalls bei den Shrinern für die kostenlose medizinische Versorgung von Kindern.

## Ehrungen
1969 wurde Aldrin wie die anderen beiden Astronauten von Apollo 11 durch US-Präsident Richard Nixon mit der Presidential Medal of Freedom ausgezeichnet, einer der beiden höchsten zivilen Auszeichnungen der USA.
1969 erhielt er auch den Kaiserlichen Kulturorden Japans. Im gleichen Jahr wurde er zusammen mit Neil Armstrong und Michael Collins auf der Worldcon mit dem Worldcon Special Convention Award in der Kategorie Best Moon Landing Ever ausgezeichnet.
1973 erhielt Aldrin, wie die anderen beiden Astronauten von Apollo 11, einen Stern auf dem Hollywood Walk of Fame.
Im Jahre 2000 wurde Aldrin in die National Aviation Hall of Fame aufgenommen.
Das Cover-Titelbild der CD-Single des Liedes More Than This von Peter Gabriel aus dem Jahr 2002 zeigt ein Foto mit einem Fußabdruck von Buzz Aldrin auf der Mondoberfläche.
2010 wurde er mit dem Golden Arrow für sein Lebenswerk ausgezeichnet.
Der Mondkrater Aldrin und der Asteroid (6470) Aldrin wurden nach ihm benannt.
Die Punkrock-Gruppe Dritte Wahl widmete Aldrin 2023 das Lied Edwin Aldrin.

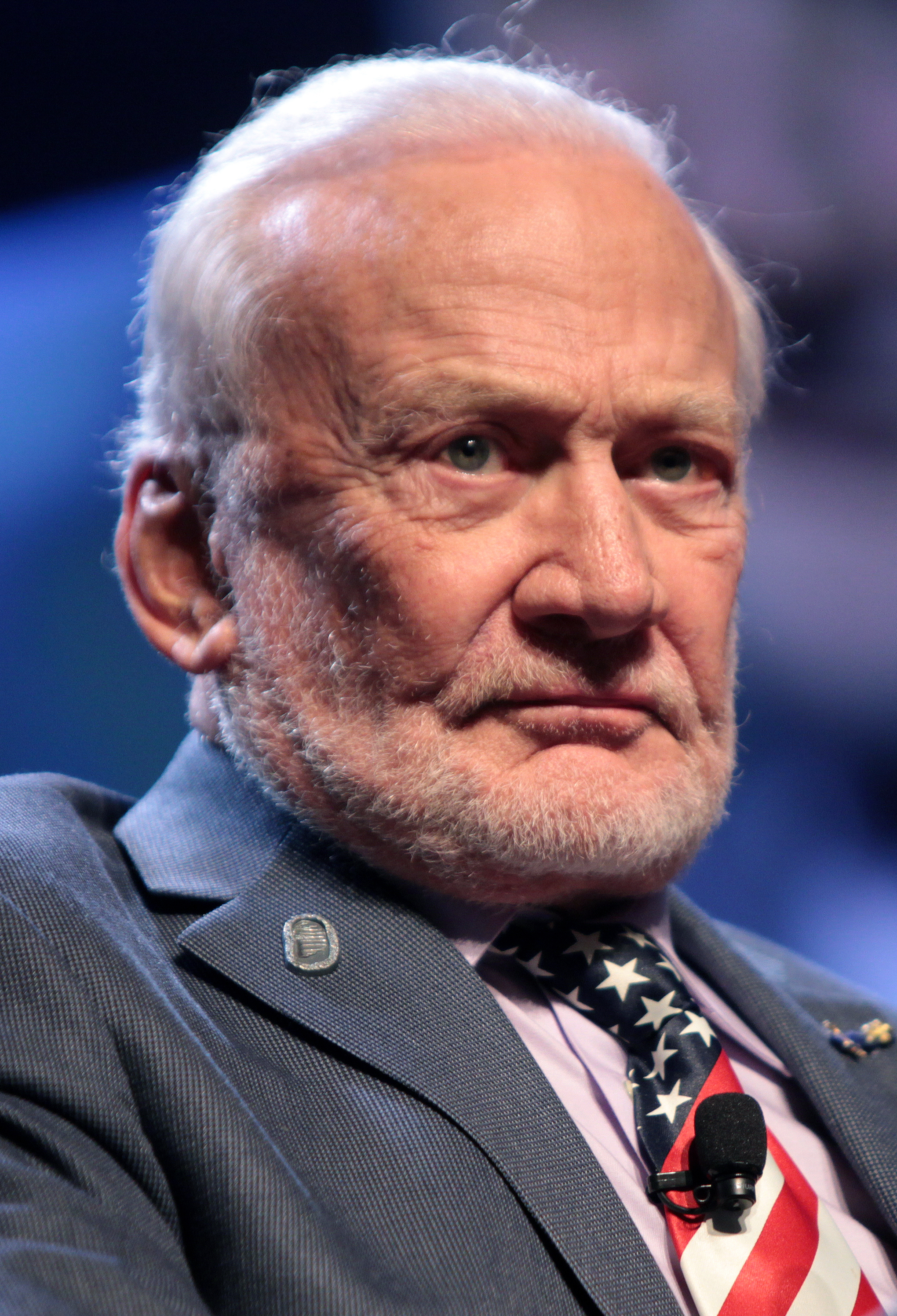
Buzz Aldrin (2016)

## Bibliografie
Science-Fiction-Romane
- Encounter with Tiber (1996; mit John Barnes)
  - Deutsch: Begegnung mit Tiber. Übersetzt von Irene Holicki. Heyne, 1998, ISBN 978-3-453-13850-6.
- The Return (2000; mit John Barnes)
  - Deutsch: Die Rückkehr. Übersetzt von Jürgen Langowski. Heyne Science Fiction & Fantasy #8309, 2002, ISBN 978-3-453-21363-0.

Sachliteratur und Autobiografie
- First on the Moon (1970; mit Michael Collins und Neil Armstrong)
  - Deutsch: Wir waren die ersten. In Zusammenarbeit mit Gene Farmer und Dora Jane Hamblin. Mit einem Epilog von Arthur C. Clarke. Übersetzt von Heinrich Schiemann. Ullstein, Frankfurt/M., Berlin und Wien 1970, DNB 455558841.
- Men from Earth (1991; mit Malcolm McConnell)
- Magnificent Desolation: The Long Journey Home from the Moon (2009, mit Ken Abraham)
- Mission to Mars: My Vision for Space Exploration (2013, mit Leonard David)

Kinder- und Jugendbuch
- Reaching for the Moon (2005, illustriert von Wendell Minor)
- Look to the Stars (2009)
- mit Marianne J. Dyson: Meine Reise zum Mond und zurück : Mein Apollo-11-Abenteuer : ein Pop-up-Buch. Pop-ups: Bruce Foster. Übersetzt von Anke Wellner-Kempf. White Star, Mailand 2019, ISBN 978-88-540-4082-3.

## Filmografie
- 1973: Return to Earth, zusammen mit Wayne Warga
- 1985: Ein Colt für alle Fälle in Folge 4x17 „Zwei Stuntmen für den Weltraum“ (High Orbit) als er selbst
- 1989: Men from Earth, zusammen mit Malcolm McConnell (Geschichte über das Apollo-Programm)
- 1990: Feuer, Eis & Dynamit als er selbst
- 1994: Die Simpsons in Folge 5x15 Homer, der Weltraumheld (Deep Space Homer) (Synchronrolle als er selbst)
- 2006: Numbers – Die Logik des Verbrechens in Folge 3x11 (kurzer Auftritt als er selbst)
- 2007: Im Schatten des Mondes
- 2008: Fly Me to the Moon 3D (kurzer Auftritt als er selbst)
- 2010: 30 Rock, Episode „Mütterliche Ratschläge“ (Gastauftritt als er selbst)
- 2010: Top Gear USA
- 2011: Transformers 3 (kurzer Auftritt als er selbst)
- 2012: Mass Effect 3 Sprechrolle Stargazer
- 2012: The Big Bang Theory in Folge 6x5 (kurzer Auftritt als er selbst)